# John Milius
John Frederick Milius (ur. 11 kwietnia 1944 w Saint Louis w stanie Missouri) – amerykański scenarzysta, reżyser i producent filmowy.

## Życiorys
W historii kina zapisał się przede wszystkim jako twórca słynnego Conana Barbarzyńcy (1982). Film stał się jedną z czołowych pozycji kina fantasy i zapoczątkował wielką karierę Arnolda Schwarzeneggera. Był autorem lub współautorem scenariuszy do tak znanych filmów jak m.in.: Brudny Harry (1971), Sędzia z Teksasu (1972), Jeremiah Johnson (1972), Siła magnum (1973), Wiatr i lew (1975), 1941 (1979), Czas apokalipsy (1979), Conan Barbarzyńca (1982), Polowanie na Czerwony Październik (1990), Geronimo: amerykańska legenda (1993), Stan zagrożenia (1994), a także do seriali Policjanci z Miami (1984-89) i Rzym (2005).

## Filmografia

### Reżyser

#### Filmy
- 1967: Marcello, I'm So Bored (film krótkometrażowy)
- 1967: Glut (film krótkometrażowy)
- 1967: Viking Women Don't Care (film krótkometrażowy)
- 1970: The Reversal of Richard Sun (film krótkometrażowy)
- 1973: Dillinger
- 1975: Wiatr i lew
- 1978: Wielka środa
- 1982: Conan Barbarzyńca
- 1984: Czerwony świt
- 1989: Pożegnanie z królem
- 1991: Lot Intrudera
- 1994: Motorcycle Gang
- 1997: Śmiałkowie

#### Seriale
- 1985 - 1989: Strefa mroku (serial TV)

### Scenarzysta

#### Filmy
- 1967: Glut (film krótkometrażowy)
- 1967: The Emperor
- 1969: The Devil's 8
- 1971: Brudny Harry
- 1971: Evel Knievel
- 1972: Jeremiah Johnson
- 1972: Sędzia z Teksasu
- 1973: Dillinger
- 1973: Siła magnum
- 1975: Wiatr i lew
- 1975: Szczęki
- 1978: Wielka środa
- 1979: Czas apokalipsy
- 1982: Conan Barbarzyńca
- 1984: Czerwony świt
- 1989: Pożegnanie z królem
- 1993: Geronimo: amerykańska legenda
- 1994: Stan zagrożenia
- 1997: Śmiałkowie

#### Seriale
- 1984: Policjanci z Miami (serial TV)
- 2005: Rzym (serial TV)

#### Gry komputerowe
- 2005: Medal of Honor: Wojna w Europie
- 2011: Homefront

### Aktor
- 1970: The Reversal of Richard Sun  - Szofer
- 1973: Deadhead Miles - Policjant stanowy
- 1982: Conan Barbarzyńca - Sprzedawca żywności w Starym mieście

### Producent
- 1979: 1941
- 1980: Używane samochody
- 1983: Niespotykane męstwo
- 2005: Rzym (serial TV)